# Laux József

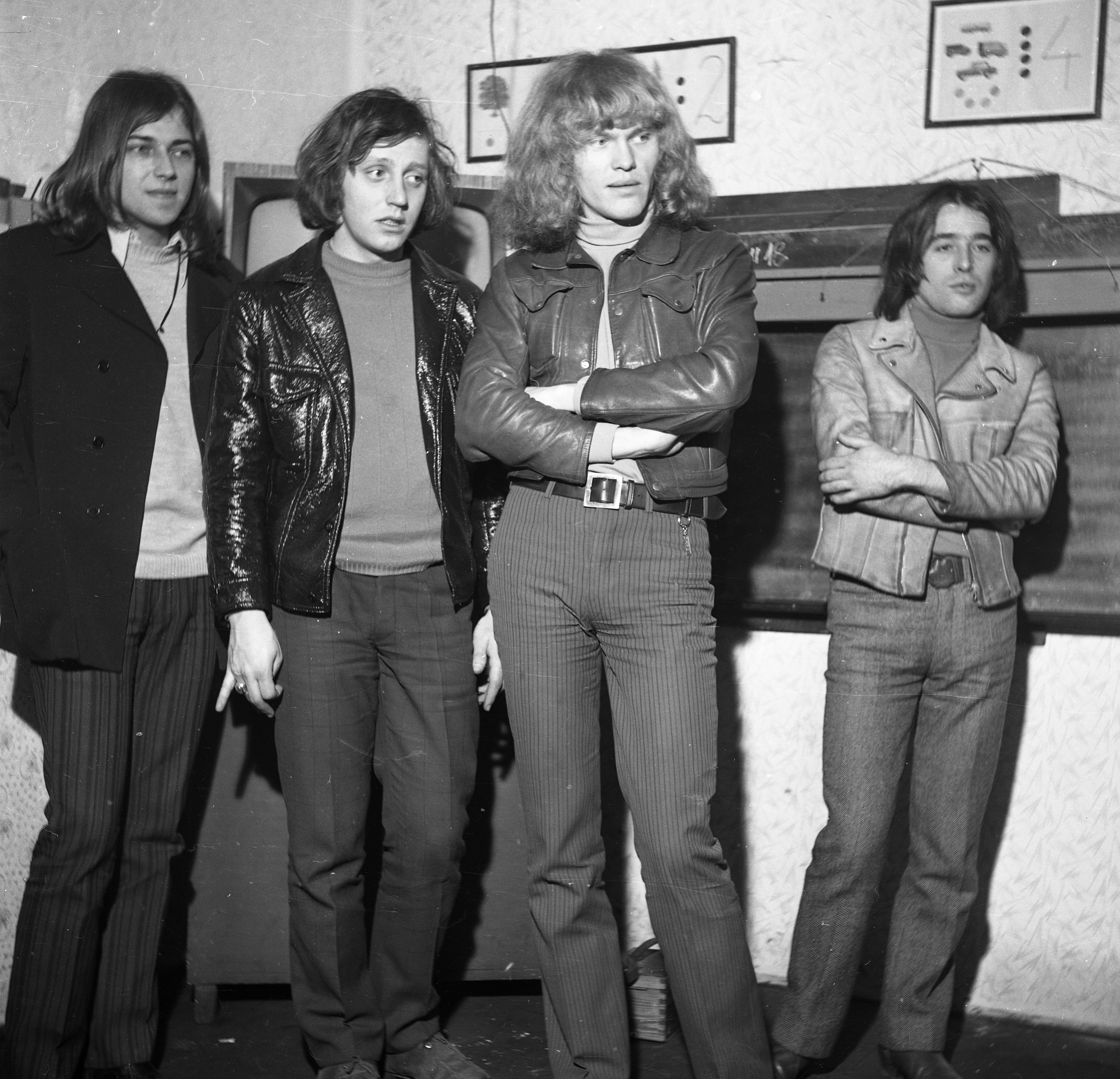
Az Omega együttes 1970-ben,
jobbról az első Laux József

Laux József (Budapest, 1943. május 8. – Budapest, 2016. augusztus 6.) magyar rock- és dzsesszdobos, könyvkiadó.

## Pályafutása
Laux József és Luzsénszky Geraldine fiaként született, szülei 1940. augusztus 3-án kötöttek házasságot a budapesti Szent Imre herceg úti plébániatemplomban. Már kisiskolás korában dobolt, különböző jazz-zenekarokban játszott. 
1960-ban a Benkó Dixieland Band tagja lett korengedménnyel. 1962-ben alapító tagja volt az Omegának, ahol egyetlen szerzemény fűződik nevéhez, a Kérgeskezű favágók című instrumentális dal. 1971-ben Presser Gáborral kiváltak és megalakították a Locomotiv GT-t. 
1976-ig volt a zenekar dobosa. Később disszidált és Los Angelesben telepedett le, miután elvált Adamis Annától. Először csupán 1985-ben látogatott haza, majd a 90-es évek elején végleg hazatelepült. Zenekara a Laux Trio. JLX Kiadó néven könyv- és lemezkiadót alapított. Dolgozott együtt az Average White Banddel, Bryan Adamsszel, Boz Scaggs-zel, Dionne Warwickkal, Tanya Tuckerrel és Frank Zappával is. 2008-ban előadóművészként és a JLX Kiadó ügyvezető igazgatójaként megkapta A Magyar Köztársasági Érdemrend lovagkeresztje kitüntetést.
Zenekara a Laux Trio & Friends, a trió tagjai, Román Péter (bass), Vincze Pál (zongora), Laux József (dob) és a trió állandó vendége Laux Tibor (ének/gitár). 2016. augusztus 6-án halt meg szívbetegségben.
2016. augusztus 17-én katolikus szertartás szerint Marton Zoltán László, a Szent István Bazilika káplánja búcsúztatta az Óbudai temetőben. A temetésén részt vett többek között Adamis Anna, Presser Gábor, Charlie, Ungár Anikó, Kóbor János, Bródy János, Karácsony János, Benkő László, Frenreisz Károly, Debreczeni Ferenc, Baronits Gábor, Solti János, Molnár György, Mihály Tamás és Török Ádám.
Első felesége Adamis Anna volt, egy fiuk született, Ádám. Második felesége Falb Magdi volt, akitől szintén elvált és egy fiuk született, Bence.

## Díjai
- A Magyar Köztársasági Érdemrend lovagkeresztje (2008)